# Mark Pathy
Pour les articles homonymes, voir Pathy.
Mark L. Pathy est un hommes d'affaires canadien. Il est président de Mavrik Corp. et président du conseil de Stingray Group, Inc.
Il vole à bord de la mission SpaceX Axiom Space-1 en tant que touriste spatial.

## Fonctions
En 2021, Mark Pathy occupe le poste de président non exécutif de Stingray Group, Inc. et de président de Mavrik Corp. Mark Pathy est également membre du conseil d'administration de 5 autres sociétés.
Il a précédemment occupé le poste de président et directeur de Fednav International Ltd. et de président, co-directeur et directeur de Fednav Ltd.
Mark L. Pathy a obtenu un diplôme de premier cycle de l'Université de Toronto et une maîtrise en administration des affaires (MBA) de l'Institut européen d'administration des affaires (INSEAD) en 1998.